# Robert Korzeniowski
Robert Marek Korzeniowski (* 30. Juli 1968 in Lubaczów) ist ein ehemaliger polnischer Geher. Er ist vierfacher Olympiasieger, dreifacher Weltmeister und zweifacher Europameister. Somit ist er der erfolgreichste Geher überhaupt.

## Karriere
Bei den Olympischen Spielen 1996 in Atlanta holte er Gold im 50-km-Gehen und bei den Spielen 2000 in Sydney Gold im 20-km-Gehen und 50-km-Gehen. Er ist somit der erste Mensch, der im Gehen bei denselben Olympischen Spielen sowohl über die kurze als auch die lange Distanz siegte. 2004 in Athen gewann er erneut über 50 km und ist somit der Erste, der dreimal hintereinander in dieser Disziplin triumphierte.
Außerdem wurde er Weltmeister im 50-km-Gehen 1997 in Athen, 2001 in Edmonton und 2003 in Paris. Bei den Weltmeisterschaften 2003 ging er die 50 km in der Weltrekordzeit von 3:36:03 h. Diese Zeit wurde am 2. Dezember 2006 vom Australier Nathan Deakes in Geelong um 16 Sekunden unterboten. 1998 in Budapest und 2002 in München wurde er zudem jeweils Europameister.
Seit 1992 lebt Korzeniowski in Frankreich, da er dort klimabedingt bessere Trainingsbedingungen vorfindet. Der studierte Diplomsportlehrer ist verheiratet und spricht fließend Französisch, Russisch, Englisch und Spanisch.
Korzeniowski gilt neben dem Skispringer Adam Małysz als der populärste Sportler Polens und international als erfolgreichster Geher aller Zeiten. Nach den Olympischen Spielen 2004 in Athen beendete Korzeniowski seine aktive Laufbahn und bemühte sich fortan als internationaler Funktionär um die Popularisierung dieser Randsportart. Außerdem begann er in Frankreich seine jüngste Schwester Sylwia Korzeniowska zu trainieren.
2014 fand er Aufnahme in die IAAF Hall of Fame.